# Staurogyne tenera
Staurogyne tenera är en akantusväxtart som beskrevs av Raymond Benoist. Staurogyne tenera ingår i släktet Staurogyne och familjen akantusväxter. Inga underarter finns listade i Catalogue of Life.